# Forces armées du Salvador
Les forces armées du Salvador (espagnol : Fuerza Armada de El Salvador) sont les forces militaires gouvernementales officielles d'El Salvador. Les forces ont trois branches : l'armée de terre, l'armée de l'air et la marine. Les forces ont été fondées en 1840 lors de la dissolution des Provinces-Unies d'Amérique centrale. Entre 1978 et 1992, les forces armées salvadoriennes ont mené une guerre civile contre le Front Farabundo Marti para la Liberacion Nacional (FMLN). L'armée est accusée d'avoir commis des massacres, des meurtres, des actes de torture et des violations des droits de l'homme pendant cette période. 

## Histoire

### La domination coloniale espagnole
Au XIXe siècle, des soldats au Salvador avaient été recrutés par l'Etat. Cependant, quand celui-ci ne payait pas leurs salaires, ils complétaient leurs revenus en se vendant comme mercenaires et miliciens pour les politiciens et les propriétaires terriens locaux. 

### Barons du café et milices
À la fin du XIXe siècle, le Salvador a traversé une période de discorde interne. En 1871, Santiago Gonzales a pris le pouvoir par un coup d'État militaire. Le général Carlos Ezeta a fait de même en 1890 et le général Rafael Gutierrez en 1894. Cependant, ces changements de pouvoir ont eu lieu entre des réseaux de propriétaires terriens rivaux (barons du café) et des politiciens placés sous leur patronage plutôt qu'entre des forces officielles militaires et gouvernementales. 

### La Matanza
Les opérations militaires au Salvador se sont poursuivies de manière similaire jusqu'au début du XXe siècle. Pendant la Grande Dépression, les prix du café ont chuté, les salaires des travailleurs indigènes salvadoriens ont baissé et le chômage s'est généralisé. Pendant trois jours en 1932, les travailleurs indigènes se sont rebellés. Le général au pouvoir, Maximiliano Hernandez Martinez (1882-1966), a répondu avec brutalité. Sous son commandement, l'armée nationale a massacré jusqu'à 40 000 paysans (La Matanza). 

### Rébellion du dimanche des Rameaux
Douze ans de régime autocratique suivirent. Martinez refusa les droits démocratiques et civils. Le 2 mars 1944, par un dimanche des Rameaux, les propriétaires terriens, les intellectuels, les étudiants et aussi certaines sections des forces armées salvadoriennes se sont rebellés. Le 1er régiment d'infanterie et le 2e régiment d'artillerie de San Salvador se sont joints aux rebelles, tout comme la garnison de Santa Ana. Santa Ana a été bombardée par les airs. La rébellion a été réprimée par les unités loyalistes de l'armée. Les représailles et la torture s'ensuivirent contre ceux qui avaient rejoint la rébellion ont suivi. La loi martiale fut décrétée. Cependant, en mai 1944, une manifestation non violente conduisant à une grève générale fit tomber le pouvoir de Martinez. 

### Rebellion de 1948
Au cours des années qui suivirent, les jeunes officiers militaires sont devenus de plus en plus insatisfaits de leur situation. Ils ont vu les généraux s'accrocher aux postes supérieurs pour lesquels ils avaient peu de formation sans laisser de place aux jeunes officiers. Ils ont vu les généraux ne pas se préparer aux changements sociaux et économiques à venir en Amérique centrale. Ils se sont opposés à des mesures disciplinaires et à une surveillance injuste. En 1948, des combats éclatent entre les jeunes officiers et les troupes placées sous leur commandement et les généraux supérieurs et les forces de police placées sous leur commandement. Le président, Salvador Castaneda Castro (1888-1965) fut emprisonné. Des officiers supérieurs et des politiciens furent licenciés. Le nouveau gouvernement encouragea la formation d'une armée véritablement nationale, apolitique et professionnelle au Salvador. 

### L'influence américaine et la guerre froide
De 1947 à 1953, El Salvador a conclu un accord avec les États-Unis aux termes duquel une mission d'aviation militaire américaine serait envoyée au Salvador. El Salvador bénéficierait du conseil des États-Unis et achèterait ses armes aux États-Unis,. Certains officiers salvadoriens furent formés en Amérique du Nord et dans la zone du canal de Panama. Néanmoins, le montant de l'aide militaire américaine dont le Salvador profita dans les années 1950 fut faible. Juste assez de munitions et d'armes légères pour empêcher les conflits internes tels que les activités communistes. 
Dans les années 1950, les hommes salvadoriens effectuaient un an de service national avant d'être intégrés dans une armée de réserve. Ils suivaient ensuite suivi régulièrement des formations complémentaires et pouvaient être appelés à rejoindre des patrouilles provinciales actives (patrullas cantonalles). Des réunions régulières de ces hommes avaient lieu, renforçant la loyauté envers la nation et l'opposition au communisme. Les hommes issus de milieux défavorisés recevaient une aide financière et éducative pour leurs enfants. Le nombre de réservistes est passé à environ 40 000. 
Dans les années 1960, une junte d'officiers et de propriétaires terriens conservateurs a pris le pouvoir lors d'un coup d'État, puis a organisé des élections. En 1961, le candidat de la junte, le lieutenant-colonel Julio Adalberto Rivera, est élu président. En 1967, le colonel Fidel Sanchez Hernandez est devenu président. 

### Guerre du football
En 1969, les tensions entre El Salvador et le Honduras augmentèrent. Il y avait un différend concernant la frontière entre les deux pays. Environ 300 000 Salvadoriens ont émigré au Honduras en raison des pressions démographiques et foncières dans leur pays d'origine. Mais le Honduras n'a pas renouvelé le traité bilatéral sur l'immigration entre les deux pays. Par ailleurs les Honduras et El Salvador étaient concurrents sur le marché commun d'Amérique centrale. L'économie du Honduras était en difficulté et le gouvernement hondurien a commencé à expulser les Salvadoriens qu'ils considéraient comme des immigrants illégaux. De nombreux Salvadoriens ont fui après la mort de leur vice-consul,,. En juin 1969, le Salvador a disputé trois matchs contre le Honduras lors des tours de qualification de la Coupe du monde de football (p64). Puis, le 26 juin 1969, El Salvador remporte un match de barrage 3 buts à 2 contre Haïti, prenant une place en phase finale de la coupe. 
Le 14 juillet 1969, des hostilités armées ont commencé entre El Salvador et le Honduras. En raison de la proximité de la guerre avec les matchs de qualification pour la Coupe du Monde, elle fut appelée "guerre du football". 
À cette époque, les forces salvadoriennes comprenaient environ 8 000 fantassins avec des fusils, des mitrailleuses, des mortiers et des bazookas, des canons de 105 mm et quelques véhicules blindés de transport de troupes. Très peu d'armes ont été fabriquées au Salvador. La plupart des armes ont été fournies par les États-Unis. L'infanterie du Honduras était plus petite et moins bien équipée. 
Les forces aériennes du Salvador, avec des Mustangs P-51 attaquèrent des cibles honduriennes et vice versa. Mais chaque armée de l'air n'avait que quelques avions en état de marche et était gênée par le manque de pièces de rechange (p64). Les forces d'infanterie d'El Salvador envahirent le Honduras et prirent Ocotepeque,,. 
Alors que les troupes salvadoriennes approchaient de Tegucigalpa, leurs lignes d'approvisionnement furent rompues. Les troupes épuisées furent ralenties et épuisées par de fortes pluies, et leur moral chuta. Le 18 juillet 1969, l'Organisation des États américains (OEA) organisa un cessez-le-feu. Puis, les sanctions économiques et l'embargo sur les armes prirent effet, des deux côtés. La guerre dura quatre jours et fut donc également appelée «guerre de cent heures».

### Guerre civile
La guerre civile salvadorienne a été menée entre 1979 et 1992. Les forces armées salvadoriennes ont combattu le Front Farabundo Marti para la Liberacion Nacional (FMLN), une coalition de groupes de guérilla insurgés. La guerre a commencé lorsqu'un gouvernement réformiste a été supprimé par des éléments militaires purs et durs et par des propriétaires terriens. 
Entre 1980 et 1983, les forces armées salvadoriennes ont été chassées du territoire contrôlé par de grands groupes FMLN dans les zones rurales. Le nombre de membres de la FMLN est ensuite passé à plus de 12 000 lorsque l'organisation a pu fournir une gouvernance et des services locaux (p10). Le gouvernement a répondu par des actions contre-insurrectionnelles, notamment l'assassinat de l'archevêque Oscar Romero (1917-1980). 
Fin 1981, des soldats du bataillon Atlacatl des forces armées nationales, une troupe d'intervention rapide, ont tué 900 civils à El Mozote. Il s'agissait de l'une des nombreuses actions, notamment des viols, des coups, des tortures et des meurtres. Les hommes de ce bataillon étaient diplômés de la US School of the Americas à Fort Benning, Columbus, Géorgie. Une autre atrocité s'est produite le 16 novembre 1989. Des soldats de l'armée ont assassiné six prêtres jésuites, leur gouvernante et sa fille à l'Université d'Amérique centrale. 
En 1989, les forces armées d'El Salvador avaient mobilisé 56 000 combattants avec 63 avions et 72 hélicoptères (p11). Entre 1983 et 1987, les forces militaires d'El Salvador ont reçu plus de 100 millions de dollars par an des États-Unis. 
En 1990, à la fin de la guerre froide, les États-Unis ont limité le financement aux militaires salvadoriens. Les États-Unis ont constaté que leurs mesures rigoureuses contre les groupes de gauche n'étaient plus nécessaires. Ceci et le manque d'avantages de part et d'autre ont conduit à la fin de la guerre en 1992 
Aux termes des accords de paix de Chapultepec signés le 16 janvier 1992 à Chapultepec (Mexique), les forces armées salvadoriennes devaient être subordonnées au pouvoir politique et se retirer de la scène politique. Le ministère de la Défense a confié le rôle de la sécurité intérieure à un nouvel organe, la Police nationale. Le nombre de soldats dans les forces armées a été réduit de moitié. Les forces anti-insurrectionnelles ont été démobilisées. Les unités de renseignement militaire relevaient directement du président. La mission constitutionnelle, la doctrine et les systèmes de recrutement et d'éducation des forces armées ont été redéfinis. 
Pendant la guerre civile, les escadrons de la mort paramilitaires militaires et de droite ont utilisé une violence extrême, incluant des meurtres, des mutilations, des massacres et des déplacements forcés pour prendre le contrôle de la population. En 1993, une loi d'amnistie générale a été adoptée par le gouvernement salvadorien. Les victimes de violations des droits de l'homme n'ont aucun recours. Des entités internationales des droits de l'homme telles que le HCR ont formellement fait objection à la loi. L'Espagne a reconnu sa compétence en la matière et inculpé vingt soldats à la retraite qui avaient officiers au moment des tueries. 
Pour de nombreuses raisons, les forces armées ont résisté à l'application de l'exigence de l'Accord de paix. Les officiers subalternes qui s'étaient portés volontaires pour travailler dans les unités de sécurité ne voulaient pas être considérés comme de simples soldats de l'armée lorsque leurs unités furent dissoutes. Les officiers supérieurs craignaient que l'autonomie des activités de base de l'armée, comme la formation, ne soit perdue. Les chefs militaires craignaient que la perte d'unités militaires dans les zones rurales n'entraîne des troubles sociaux et politiques. La population civile craignait que des officiers expulsés des rangs militaires pour violations des droits humains ne rejoignent des organisations paramilitaires de droite (p159).

### Après la guerre civile
De 2003 à janvier 2009, les forces armées salvadoriennes ont fait partie de la Force multinationale - Iraq. Cinq soldats salvadoriens sont morts en Irak pendant cette période. 
En 2016, une nouvelle force armée a été mobilisée au Salvador avec pour mandat de mettre un terme aux gangs criminels (en particulier MS-13) et au trafic de stupéfiants. 
En 2017, l'effectif des forces armées salvadoriennes était estimé à 47000 hommes en incluant les forces de gendarmerie et de police. 

### Plan de contrôle territorial(en)
Le principal défi pour les forces armées du Salvador est de lutter contre la criminalité organisée et aider la politique civile à lutter contre le trafic de drogue. Des patrouilles mixtes de militaires et policiers ont été déployé dans des zones à taux de criminalité élevés dans le cadre du Plan de contrôle territorial (en) mis en œuvre en 2019. Le gouvernement a mené des déploiements de personnel à grande échelle pour tenter de réprimer la violence des gangs dans le pays. Par exemple en décembre 2022 8500 militaires et 1500 policiers sont déployés autour de la ville de Soyapango, le but est d'encercler la ville afin d'y arrêter tous les membres de gangs.

## Structure
Les forces armées salvadoriennes sont une force de combat composée de forces armées terrestres, navales et aériennes, chacune dirigée par leur chef d'état-major. Les unités de soutien sont le commandement de l'enseignement militaire et de la doctrine, le commandement d'appui logistique, le commandement militaire de la santé, une brigade militaire spéciale de sécurité et la direction générale du recrutement et des réserves. 
Les fonctions de la Force armée salvadorienne sont décrites aux articles 211 et 212 de la Constitution de 1983. Il est du devoir des forces armées de défendre le territoire national et la souveraineté, de maintenir la paix, la tranquillité et la sécurité publiques et soutenir la démocratie. L'article 212 décrit les forces armées comme une "institution fondamentale pour la sécurité nationale, de caractère permanent, apolitique, obéissante à l'autorité civile établie et non délibérative". Elle charge aussi l'armée de veiller à la non-réélection du président du pays, en garantissant le suffrage universel, les droits de l'homme et en collaborant avec le pouvoir exécutif du gouvernement pour promouvoir le développement national,. 
Le commandant en chef des forces armées est le président. Le ministère de la Défense reporte au président. Les membres du ministère conseillent le secrétaire d'État et les chefs d'état-major des trois armées. L'armée fournit un panel composé des chefs d'état-major et d'experts militaires qui fournissent au ministère des conseils techniques pour l'élaboration des politiques et la planification stratégique. Le contrôle de l'armée est assuré par l'inspecteur général adjoint des forces armées. 
Au sein de la direction militaire se trouvent des unités opérationnelles, des unités tactiques et des organes consultatifs. Les unités opérationnelles s'appuient sur des plans opérationnels. Les unités tactiques comprennent des détachements, des centres d'entraînement et des forces de l'armée du niveau du bataillon. Les groupes de reconnaissance et de transport au combat constituent l'unité tactique de l'Air Force. La Marine utilise des unités tactiques de transport et hydrographiques. 

## Médailles
Parmi les décorations militaires les plus prestigieuses des forces armées salvadoriennes figurent la croix d'or de l'héroïsme de guerre en action, la croix d'argent de l'héroïsme, la Médaille d'or du courage en action et la médaille d'argent de la vaillance. pour de telles actions, il peut y avoir un paiement monétaire en plus de la pension des forces armées. Il y a d'autres honneurs pour le service sur le terrain, le service distingué et le mérite. 

## Voir également
- Guerre de Cent Heures
- Guerre civile du Salvador